# Musca tahitiensis
Musca tahitiensis är en tvåvingeart som först beskrevs av Lichtenstein 1796.  Musca tahitiensis ingår i släktet Musca och familjen husflugor. Inga underarter finns listade i Catalogue of Life.